# Samuel Marsden

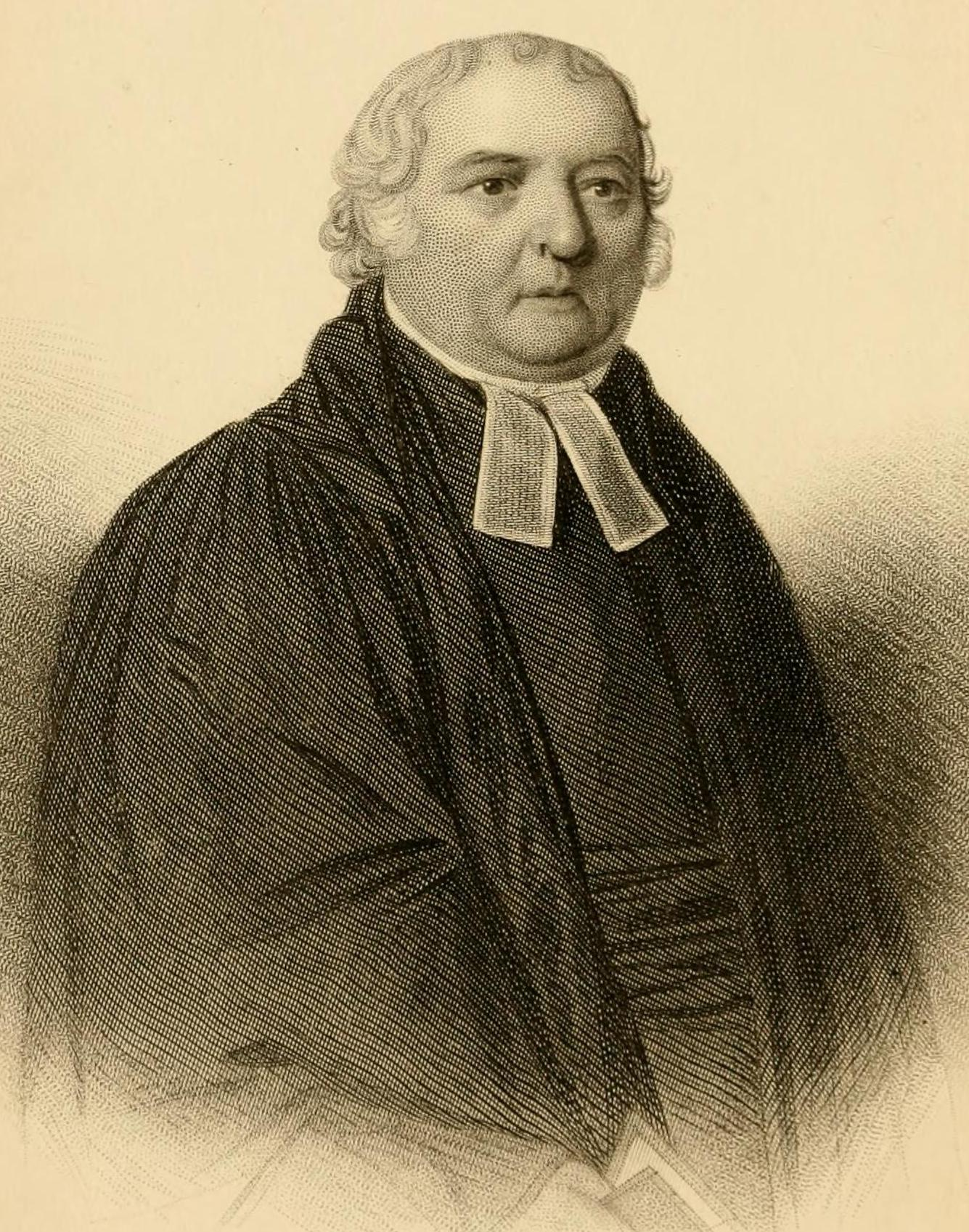
Samuel Marsden.

Samuel Marsden, född den 28 juli 1764 i Yorkshire (nära Leeds), död den 5 december 1838 i Windsor, var en engelsk missionär, känd som "Nya Zeelands apostel".
Marsden tillträdde 1793 en prästerlig befattning i Nya Sydwales, där han särskilt sysslade med själavården bland de deporterade. Han blev genom tillfällig beröring med några  maorier livligt intresserad av missionsverksamhet på Nya Zeeland och ditsände 1814 på egen bekostnad ett par missionärer. Marsden företog i november samma år den första av sina sju resor till Nya Zeeland (den sista så sent som 1837) och förvärvade där ett enastående inflytande över den infödda befolkningen. Maorifolkets kristnande försiggick till stor del under hans insiktsfulla ledning; för Nya Zeelands historia var detta missionsarbete synnerligen betydelsefullt.